# Журавли (городской округ город Бор)
Журавли — деревня в городском округе Бор Нижегородской области России. Входит в состав Линдовского сельсовета.

## География
Расположена на севере городского округа, примерно в 38 км от города Бор, на безымянном правом притоке реки Кезы. Высота над уровнем моря 93 м.
Ближайшие населённые пункты: деревня Зоренки в 0,7 км на восток, за ней, в 1,5 км, Ножово, в 1,2 км на северо-восток Красноярье и в 2 км южнее — Морозово.

## Экономика
Из предприятий в Журавлях действует ООО «Зебрана».

## Люди, связанные с селом
- Константинов, Сергей Иванович (1926-2005) - уроженец села, участник ВОВ, полный кавалер Ордена Славы.